# Sadocepheus undulatus
Sadocepheus undulatus är en kvalsterart som beskrevs av Aoki 1965. Sadocepheus undulatus ingår i släktet Sadocepheus och familjen Cepheidae.

## Underarter
Arten delas in i följande underarter:
- S. u. undulatus
- S. u. setiger